# Offt後楽園
offt後楽園（オフトこうらくえん）は、東京都文京区後楽一丁目にある特別区競馬組合 (TCK) の場外勝馬投票券発売所である。

## 概要
日本一の売り上げを誇るJRAのウインズ後楽園が入居している黄色いビルの6・7階部分にあるが、構内はウインズとは独立しており、当施設では大井競馬場を中心に南関東公営競馬（南関競馬）全ての馬券を発売している。（大井開催の重賞施行翌日のみ、1階に臨時払戻所を設けることがある）
「offt」には「オフトラック（OFFTrack・場外）」「オフ（OFF・休暇）」「オフタイム（OFFTime・余暇）」の意味が含まれている。
同じ都内にあるofft汐留は大レースでも比較的空いているが、大井競馬のみの発売である。
2018年6月4日に移転・リニューアルを行い、2フロアのうち7階は有料指定席「ラウンジセブン」となった。（料金：シート種別により500円 - 3000円）

## 交通
- JR中央・総武線 水道橋駅から徒歩約3分
- 都営地下鉄三田線 水道橋駅から徒歩約5分
- 東京メトロ丸ノ内線・南北線 後楽園駅から徒歩約5分

## 発売・払戻時間

### 南関東競馬開催日
発売・払戻
トゥインクルレース開催時 12:00 -
川崎競馬ナイター開催 15:00 -
昼間開催 10:00 -
薄暮開催 11:00 -

### 南関東競馬非開催日
払戻
なし
払戻は開催日の営業時間内に準ずる。

## 発売レース
全レース100円以上100円単位で発売。

## 払い戻しできる勝馬投票券
全ての地方競馬の競馬場・場外馬券発売所で購入した投票券が払戻可能。但し、笠松競馬場や金沢競馬場、高知競馬場、DASH福山駅前など一部の競馬場・場外馬券発売所で購入した投票券は有人窓口での対応になる。またJ−PLACEで発券されたJRAの馬券も払戻可能。以前は、南関東4競馬及び広域場外発売した競走で、大井競馬場、浦和競馬場、船橋競馬場、川崎競馬場、offt後楽園、offt汐留、offtひたちなか、offt大郷、offt新潟、三条場外発売所、オープス中郷、オープス磐梯、益田場外発売所、新橋場外発売所（船橋競馬）での発券分が払戻可能だった。

## その他
- 以前は発売単位が500円であった。
- 2018年のリニューアル以前は黄色いビル1階にあったが、発払機が38台しかなく、帝王賞や東京大賞典などの大レースのときは狭い場所ゆえ入場規制が行われ、1時間以上の待ちもしばしばあった。その為大レース時は係員が大井競馬場へ行くように案内をしていたが、2008年度の東京大賞典から混雑を緩和するためにウインズ後楽園のC館で発売を行い、一定の売り上げが見込めたことから、以降も羽田盃、東京ダービー、帝王賞、ジャパンダートクラシック、JBC、東京大賞典等のGI開催時などにも、競走施行当日（一部その前後日）にはウインズで販売を行うこととなった。現在では年末開催など多客が見込まれるときは6階のウインズ部分の投票所も開放している[5]。
- 移転前は無かった喫煙室が設けられ、完全分煙となった。